# Woolmer Green
Pour les articles homonymes, voir Woolmer.
Woolmer Green est un village et une  paroisse civile du Hertfordshire, en Angleterre.